# Hamburg European Open 2021
Die Hamburg European Open 2021 waren ein WTA-Tennisturnier der WTA Tour 2021 für Damen und ein ATP-Tennisturnier der ATP Tour 2021 für Herren in Hamburg. Das Turnier der Damen fand vom 6. bis 11. Juli 2021 und das der Herren vom 12. bis 18. Juli 2021 statt.

## Herrenturnier
→ Qualifikation: Hamburg European Open 2021/Herren/Qualifikation

## Damenturnier
→ Qualifikation: Hamburg European Open 2021/Damen/Qualifikation